# Akiko Hayakawa
Akiko Hayakawa (早川 明子 Hayakawa Akiko?) es un exfutbolista japonés que jugaba como centrocampista.
Hayakawa jugó 2 veces para la selección de fútbol de Japón entre 1987 y 1988.

## Trayectoria

### Clubes
| Club                     | País  | Año  |
| ------------------------ | ----- | ---- |
| Yomiuri SC Ladies Beleza | Japón | ???? |

### Selección nacional
| Selección | País  | Año         |
| --------- | ----- | ----------- |
| Absoluta  | Japón | 1987 - 1988 |

## Estadística de equipo nacional
| Selección femenina de fútbol de Japón | Selección femenina de fútbol de Japón | Selección femenina de fútbol de Japón |
| Año                                   | Partidos                              | Goles                                 |
| ------------------------------------- | ------------------------------------- | ------------------------------------- |
| 1987                                  | 1                                     | 0                                     |
| 1988                                  | 1                                     | 0                                     |
| Total                                 | 2                                     | 0                                     |